# 中央省廳再編
中央省廳再編（日语：／ Chūō Shōchō Saihen）指的是日本國中央省廳的機能與組織的再統合，一般特指日本政府于2001年（平成13年）1月6日根據《中央省廳等改革基本法》（日语：中央省庁等改革基本法；平成10年法律第103号）實行的一次改革。（中央省廳再編前第2次森改造内閣→中央省廳再編後第2次森改造内閣）

## 由1府22省廳到1府12省廳

### 1府22省廳
再編前的1府22省廳
- 府（1）：總理府
- 省（12）：法務省、外務省、大藏省、文部省、厚生省、農林水產省、通商産業省、運輸省、郵政省、勞動省、建設省、自治省
- 委員會（2）：國家公安委員會、金融再生委員會
- 廳（8）：總務廳、北海道開發廳、防衛廳、經濟企畫廳、科學技術廳、環境廳、沖繩開發廳、國土廳

### 1府12省廳
再編後的1府12省廳（2007年1月9日）
- 府（1）：内閣府
- 省（11）：總務省、法務省、外務省、財務省、文部科學省、厚生勞動省、農林水產省、經濟產業省、國土交通省、環境省
- 廳（2）：防衛廳，國家公安委員會

國家公安委員會負責管理警察廳；防衛廳於2007年1月9日改為防衛省。

## 新省廳與其前身
粗體顯示的是新設立的省廳
| 新省廳         | 前身                                                                                        |
| -------------- | ------------------------------------------------------------------------------------------- |
| 内閣府         | ←總理府、經濟企劃廳、 沖縄開發廳 、總務廳（一部分）、科學技術廳（一部分）、國土廳（一部分） |
| 總務省         | ←總務廳、郵政省、自治省                                                                     |
| 法務省         | ←法務省                                                                                     |
| 外務省         | ←外務省                                                                                     |
| 財務省         | ←大藏省                                                                                     |
| 文部科學省     | ←文部省、科學技術廳                                                                         |
| 厚生勞動省     | ←厚生省、勞動省                                                                             |
| 農林水産省     | ←農林水産省                                                                                 |
| 經濟産業省     | ←通商産業省                                                                                 |
| 國土交通省     | ←運輸省、建設省、國土廳、北海道開發廳                                                       |
| 環境省         | ←環境廳、厚生省（一部分）                                                                   |
| 國家公安委員會 | ←國家公安委員會                                                                             |
| 防衛廳         | ←防衛廳                                                                                     |

## 其他再編
- 2001年6月22日，裁撤中央省廳等改革推進本部事務局，其業務移轉至總務省行政管理局企畫調整課。
- 2007年1月9日，防衛廳升格為防衛省。
- 2009年9月1日，成立消費者廳。

## 外部連結
- 中央省廳等改革首頁（首相官邸） （页面存档备份，存于）